# Robert Simon (Kunstsammler)

Robert Simon, 2008

Robert Simon (* 16. Juli 1946 in Kassel) ist ein deutscher Kunstmanager, Kunstsammler, Galerist, Stifter, Museumsgründer und Museumsleiter.

## Leben

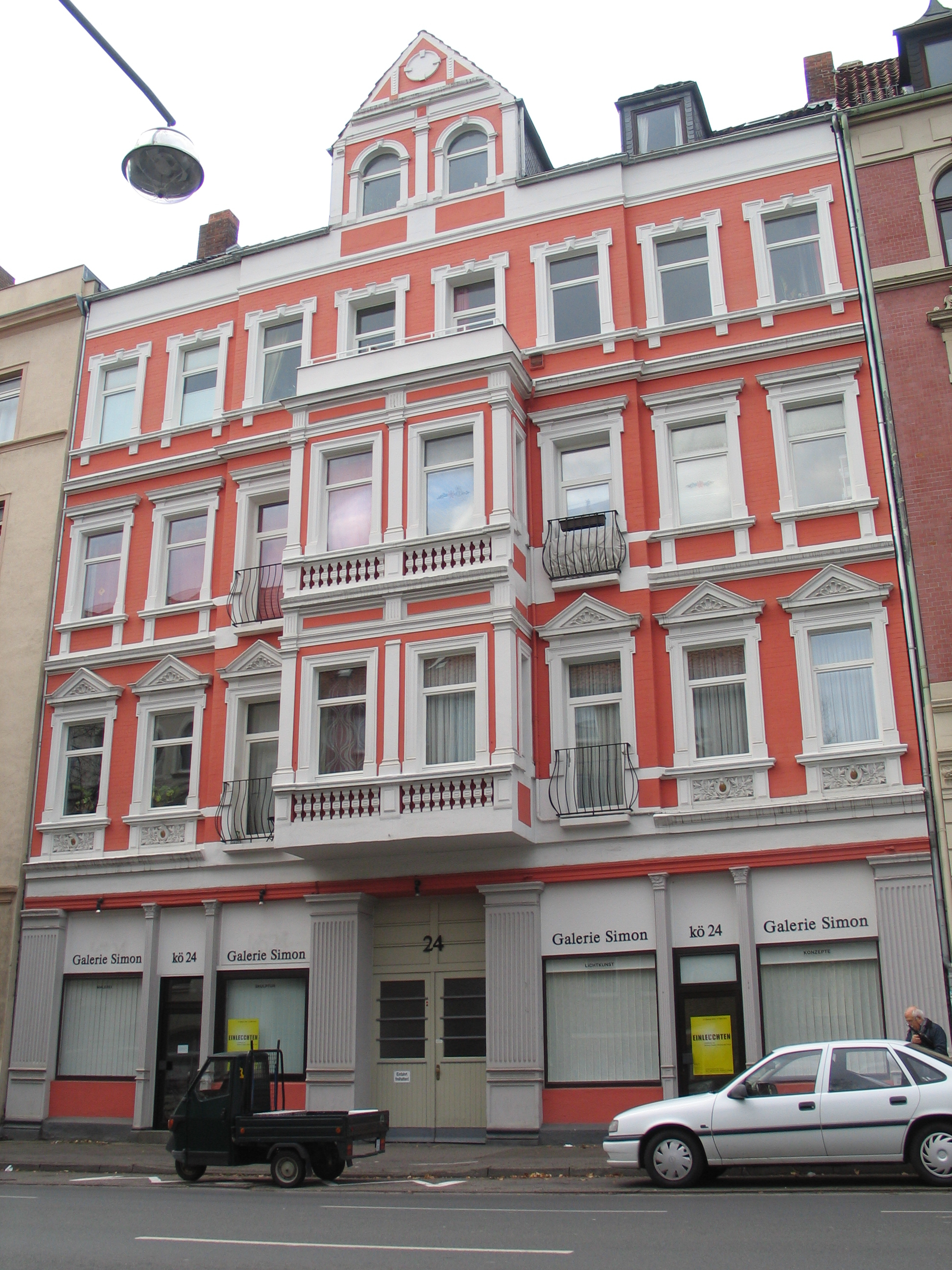
Sitz der Galerie Simon – kö 24 bis zum Jahr 2019 im Erdgeschoss der Königsworther Straße 24 in Hannover

Robert Simon lebt seit 1972 in Hannover. Nach dem Studium der Betriebswirtschaftslehre in Köln und mit Abschluss als Diplom-Betriebswirt war er bei der Magdeburger Versicherungsgruppe zunächst als Pressesprecher, später als Marketingleiter tätig. 1981 gründete er die Galerie kö 24, um junge Kunst zu fördern. 1985 machte er die Galeristentätigkeit zu seinem Hauptberuf und setzte den Schwerpunkt bei Kunst im öffentlichen Raum. 1986 entwickelte er das Konzept für die Skulpturenmeile Hannover, deren Realisierung er bis zu ihrem Abschluss im Jahr 2000 federführend vorantrieb. Seit 2019 ist die Galerie kö 24 geschlossen.  
1995 zeigte Simon in Celle erstmals einen Ausschnitt aus der über Jahrzehnte gewachsenen Sammlung Robert Simon. 1998 mündete diese temporäre Ausstellung in die Einrichtung des „ersten 24-Stunden-Kunstmuseums der Welt“, das im Jahr 2000 mit der Gründung des Kunstmuseum Celle mit Sammlung Robert Simon einen dauerhaften institutionellen Rahmen erhielt. Dort ist nun die Sammlung Robert Simon dauerhaft zu sehen. 

## Ehrungen
Robert Simon erhielt folgende Ehrungen:
- 2006: Stadtplakette für besondere Verdienste um die Landeshauptstadt Hannover;[4]
- 2006: Ehrenmedaille der Stadt Celle.[3]
- 2015: Ehrenbürgerschaft der Stadt Celle;[5]
- 2015: Verdienstkreuz am Bande des Niedersächsischen Verdienstordens.[6]
- 2023: Verdienstkreuz 1. Klasse des Niedersächsischen Verdienstordens[7]

## Schriften (Auswahl)
- Robert Simon, Heide Spieh: kö 24: Stahlskulptur aus Berlin im Stadtraum von Hannover, Katalog zur Ausstellung der Galerie kö24 auf dem Königsworther Platz bis 15. Juni 1987, Nr. 7 in der Reihe kö24, hrsg. von der Galerie Kö24, mit Fotos von Karin Blüher, Reinhard Friedrich, Ulrike Köcher, Nicolaus Mackenzie, Peter Fischer-Piel, Hassan Mahramzadeh sowie der Künstlerarchive, Hannover [o. D., 1987?]: Eigenverlag